# Yorbe Vertessen
Yorbe Vertessen (Tienen, 8 januari 2001) is een Belgisch voetballer die doorgaans als aanvaller speelt. Hij is afkomstig uit Rillaar, waar hij als 3-jarige beginnen voetballen is bij FC Rillaar Sport. Op 5-jarige leeftijd is hij bij  KVC Westerlo terecht gekomen, om 2 jaar later bij de jeugd van PSV te starten. Hij stroomde in 2020 door vanuit de jeugd, naar de eerste ploeg van PSV. Sinds 2024 speelt hij bij Union Berlin en vanaf 2025 bij FC Red Bull Salzburg. 

## Clubcarrière

### PSV Eindhoven
Vertessen speelde in de jeugd van FC Rillaar Sport, KVC Westerlo en PSV, waar hij in 2019 een contract tot medio 2022 tekende. Hij debuteerde op 23 september 2019 voor Jong PSV in de Eerste divisie, in een met 0–1 verloren thuiswedstrijd tegen SC Cambuur. Hij kwam in de 77e minuut in het veld voor Olivér Horváth. Hij werd in januari 2021 overgeheveld naar de selectie van het eerste elftal.
Vertessen kreeg op 13 februari 2021 voor het eerst een basisplaats in de hoofdmacht van PSV, tijdens een Eredivisiewedstrijd tegen ADO Den Haag. Die leverde na 90 minuten een gelijkspel op: 2–2. Vertessen maakte op zondag 2 mei 2021 zijn eerste doelpunt in het eerste van PSV, tijdens een 2–2-gelijkspel tegen sc Heerenveen. Twee weken later deed hij er tegen PEC Zwolle nog eentje bij. Aan het einde van het seizoen werd hij beloond met een contractverlenging tot 2025. Vertessen maakte op zaterdag 11 september 2021 zijn eerste doelpunt van het seizoen 2021/22, tijdens een invalbeurt uit bij AZ. Hij werd met een pass in de loop gelanceerd en schoot de bal overhoeks binnen. Het was het tweede doelpunt van PSV, dat die dag met 0–3 won. Vertessen maakte op 30 september 2021 voor het eerst een doelpunt in een Europees toernooi. Hij zorgde toen voor de eindstand in een met 1–4 gewonnen wedstrijd in de Europa League uit bij Sturm Graz. Coach Roger Schmidt liet Vertessen in zijn eerste twee seizoenen in de hoofdmacht van PSV meer dan zestig keer spelen.
Schmidts opvolger Ruud van Nistelrooij maakte in de eerste seizoenshelft van 2022/23 minder gebruik van hem. PSV verhuurde hem daarom in januari 2023 voor een halfjaar aan Union Sint-Gillis. Na zijn terugkeer naar Eindhoven trof hij daar opnieuw een nieuwe coach, Peter Bosz. Die gaf hem in de beginfase van seizoen 2023/24 iedere wedstrijd speeltijd, maar mettertijd mocht hij enkel sporadisch meespelen als invaller.
Vertessen had een belangrijke rol in de overwintering in de Champions League. Hij viel op 29 november in tegen Sevilla. PSV stond 2-0 achter. De rollen werden omgedraaid na een overtreding van Sevilla-aanvaller Lucas Ocampos op Vertessen. Ocampos kreeg daarvoor rood. Nemanja Gudelj maakt een eigen doelpunt via een kopbal van Vertessen, daaruit rolde de 2-2. Vertessen gaf een assist aan Ricardo Pepi, die 2-3 maakte.

### 1. FC Union Berlin
Uit ontevredenheid met zijn invallerstatuut bij PSV verzocht Vertessen een transfer. Op 29 januari 2024, vlak voor het sluiten van de wintermercato, tekende hij een contract tot medio 2028 bij 1. FC Union Berlin, actief in de Duitse Bundesliga. PSV ontving een transfersom die middels variabelen kan oplopen tot ongeveer €6.000.000,-. De Belgische buitenspeler verving bij de Berlijnse club de naar Real Sociedad vertrokken Sheraldo Becker.

## Clubstatistieken
| Seizoen                        | Club           | Land           | Competitie     | Competitie | Competitie | Beker | Beker | Totaal | Totaal |
| Seizoen                        | Club           | Land           | Competitie     | Wed.       | Dlp.       | Wed.  | Dlp.  | Wed.   | Dlp.   |
| ------------------------------ | -------------- | -------------- | -------------- | ---------- | ---------- | ----- | ----- | ------ | ------ |
| 2019/20                        | Jong PSV       | Nederland      | Eerste divisie | 9          | 4          | –     | –     | 9      | 4      |
| 2020/21                        | Jong PSV       | Nederland      | Eerste divisie | 5          | 1          | –     | –     | 5      | 1      |
| Carrièretotaal                 | Carrièretotaal | Carrièretotaal | Carrièretotaal | 14         | 5          | 0     | 0     | 14     | 5      |
| Bijgewerkt op 20 augustus 2023 |                |                |                |            |            |       |       |        |        |

| Seizoen                        | Club                | Land               | Competitie    | Competitie | Competitie | Beker | Beker | Overig1 | Overig1 | Internationaal | Internationaal | Totaal | Totaal |
| Seizoen                        | Club                | Land               | Competitie    | Wed.       | Dlp.       | Wed.  | Dlp.  | Wed.    | Dlp.    | Wed.           | Dlp.           | Wed.   | Dlp.   |
| ------------------------------ | ------------------- | ------------------ | ------------- | ---------- | ---------- | ----- | ----- | ------- | ------- | -------------- | -------------- | ------ | ------ |
| 2020/21                        | PSV                 | Vlag van Nederland | Eredivisie    | 15         | 2          | 1     | 0     | –       | –       | 2              | 0              | 18     | 2      |
| 2021/22                        | PSV                 | Vlag van Nederland | Eredivisie    | 24         | 6          | 4     | 0     | 1       | 1       | 14             | 2              | 43     | 9      |
| 2022/23                        | PSV                 | Vlag van Nederland | Eredivisie    | 8          | 0          | 1     | 0     | 0       | 0       | 3              | 2              | 12     | 2      |
| 2022/23                        | → Union Sint-Gillis | Vlag van België    | Eerste klasse | 15         | 3          | 2     | 0     | –       | –       | 3              | 1              | 20     | 4      |
| 2023/24                        | PSV                 | Vlag van Nederland | Eredivisie    | 17         | 3          | 2     | 1     | 1       | 0       | 9              | 1              | 29     | 5      |
| 2023/24                        | 1. FC Union Berlin  | Vlag van Duitsland | Bundesliga    | 13         | 3          | 0     | 0     | 0       | 0       | 0              | 0              | 13     | 3      |
| 2024/25                        | 1. FC Union Berlin  | Vlag van Duitsland | Bundesliga    | 15         | 1          | 2     | 1     | 0       | 0       | 0              | 0              | 17     | 2      |
| Totaal                         | Totaal              | Totaal             | Totaal        | 107        | 18         | 12    | 2     | 2       | 1       | 31             | 6              | 152    | 27     |
| Bijgewerkt op 31 december 2024 |                     |                    |               |            |            |       |       |         |         |                |                |        |        |

1Overige officiële wedstrijden, te weten de Johan Cruijff Schaal.

## Erelijst
| Johan Cruijff Schaal | 2x | 2021, 2023 |
| KNVB Beker           | 1x | 2021/22    |

## Interlandcarrière
Vertessen maakte deel uit van vrijwel alle Belgische nationale jeugdselecties vanaf België –15. Hij nam in 2018 met België –17 deel aan het EK onder 17 in Engeland. Hij scoorde in de groepswedstrijden tegen Ierland en Bosnië, waarna hij rust kreeg tegen Denemarken. Vervolgens was hij ook trefzeker in de 2–1-zege tegen Spanje, waardoor België naar de halve finale mocht. Daarin verloren de Belgen van Italië, ondanks een doelpunt van Vertessen. Met vier goals werd hij samen met de Italiaan Edoardo Vergani topscorer van het toernooi. Vertessen nam met België –21 deel aan het EK –21 van 2023. Dit eindigde voor het Belgische team na de groepsfase.